# Hymenoscyphus erythropus
Hymenoscyphus erythropus är en svampart som beskrevs av Döbbeler 1981. Hymenoscyphus erythropus ingår i släktet Hymenoscyphus och familjen Helotiaceae.   Inga underarter finns listade i Catalogue of Life.